# Мачо і ботан
«Мачо і ботан» (англ. 21 Jump Street, дослівно укр. Джамп Стріт, 21) — американський комедійний бойовик режисерів Філа Лорда, Кріса Міллера, що вийшов 2012 року. У головних ролях Джона Гілл, Ченнінг Татум (були також виконавчими продюсерами). Стрічку створено на основі однойменного телесеріалу.
Сценаристом був Майкл Беколл, продюсерами також були Стівен Дж. Каннелл і Ніл Г. Моріц. Вперше фільм продемонстрували 12 березня 2012 року у США на Кінофестивалі «На північ через північний захід».
В Україні у кінопрокаті прем'єра фільму відбулась 12 квітня 2012 року.

## Сюжет
У 2005 році непопулярний, але старанний учень Мортон Шмідт і популярний, але недолугий спортсмен Ґреґ Дженко пропускають шкільний випускний вечір: Шмідта відштовхує дівчина, яку він хотів запросити, а Дженко не допускають через погані оцінки. Через сім років вони знову зустрічаються в поліцейській академії, стають друзями і напарниками у велопатрулі. Їм щастить арештувати Домінґо, лідера байкерського угруповання, але його доводиться відпустити через те, що вони забули зачитати йому права Міранди.
Пару переводять у відновлену з 1980-х років програму, яка спеціалізується на впровадженні агентів у середні школи. Капітан Діксон доручає їм зупинити поширення синтетичного наркотику під назвою HFS ("Holy Fucking Shit") у середній школі Сейґан. Вони отримують нові особистості й розклади занять, відповідно до їхніх шкільних успіхів: Дженко має вивчати мистецтва і гуманітарні науки, а Шмідт — наукові предмети. Але вони плутають свої ролі, і Шмідт потрапляє до гуманітарних класів, а Дженко — до наукових.
Шмідт дізнається першу інформацію про HFS від однокласниці Моллі, а згодом він і Дженко знайомляться з головним шкільним дилером — популярним учнем на ім’я Ерік. Щоб не видати себе, вони приймають HFS прямо перед ним, а потім кидаються у ванну, намагаючись викликати блювоту, але безуспішно.
Еріку подобається Шмідт, який починає закохуватись у Моллі. Тим часом Дженко заводить дружбу з учнями з класу AP-хімії і поступово починає цікавитись наукою та «ботанськими» захопленнями. Шмідт і Дженко влаштовують вечірку в будинку батьків Шмідта (де живуть під час завдання) та запрошують Еріка. На вечірці відбувається бійка з непроханими гостями з іншої школи, і Шмідт перемагає, чим справляє враження на Еріка та здобуває його довіру. Друзі Дженко зламують телефон Еріка, щоб підслуховувати його розмови.
З телефону стає відомо про майбутню зустріч Еріка з постачальником. Дженко чує, як Шмідт у розмові з Еріком погано про нього висловлюється, і між ними виникає конфлікт, що негативно позначається на їхній роботі. Згодом вони вистежують Еріка під час передачі грошей дистриб'юторам HFS — тій самій байкерській банді — і відбувається погоня на шосе. Повернувшись у школу, вони сваряться і б’ються прямо під час шкільної вистави. В результаті їх виганяють зі школи й звільняють з програми Jump Street.
Ерік, перебуваючи у стресі, залучає Шмідта і Дженка в якості охорони для угоди, що має відбутися на випускному вечорі. Під час підготовки до вечора друзі миряться. На випускному Шмідту доводиться розкрити, що він поліцейський, що засмучує Моллі. У пентхаусі вони дізнаються, що постачальником є вчитель фізкультури містер Волтерс, який випадково створив HFS і почав продавати його, щоб покрити витрати на аліменти. Коли він зловив Еріка за курінням марихуани, той став його дилером.
Байкерська банда прибуває на угоду, але Моллі, перебуваючи під впливом HFS, перериває їх і починає сварку зі Шмідтом. У результаті Домінґо впізнає Шмідта і Дженка і наказує своїм людям убити їх. Двоє байкерів раптово виявляються агентами під прикриттям із програми Jump Street — Томом Генсоном і Дагом Пенголлом. Домінґо наказує вбити їх, і в перестрілці обидва агенти отримують смертельні поранення. Волтерс і Ерік тікають з грошима, взявши Моллі в заручниці; Шмідт і Дженко переслідують їх разом з бандою.
Дженко виготовляє саморобну бомбу і знищує банду. Волтерс стріляє в Шмідта, але Дженко підставляє руку й рятує друга. У відповідь Шмідт стріляє у Волтерса, випадково відірвавши йому пеніс. Вони зачитують Волтерсу його права та арештовують його разом з Еріком. Шмідт цілується з Моллі, а злочинців заарештовують.
Обох офіцерів вітають із успішним завершенням справи та повертають у програму Jump Street. Капітан Діксон доручає їм нове завдання: впровадитися до коледжу.

## У ролях
| Актор          | Персонаж                          | Роль                          |
| -------------- | --------------------------------- | ----------------------------- |
| Джона Гілл     | Мортон Шмідт англ. Morton Schmidt | поліцейський                  |
| Ченнінг Татум  | Ґреґ Дженко англ. Greg Jenko      | поліцейський                  |
| Дейв Франко    | Ерік англ. Eric                   | школяр, продає наркотики      |
| Брі Ларсон     | Моллі англ. Molly                 | подруга Еріка                 |
| Роб Ріґґл      | Містер Волтерс англ. Mr. Walters  | шкільний тренер               |
| Ice Cube       | Діксон англ. Dickson              | капітан поліції               |
| Еллі Кемпер    | місіс Ґріґґ англ. Ms. Griggs      | вчителька                     |
| Нік Офферман   | Харді англ. Hardy                 | заступник начальника          |
| Керолайн Аарон | Енні Шмідт англ. Annie Schmidt    | мати Мортона                  |
| Дакота Джонсон | Ф'югазі англ. Fugazy              | страшокласниця                |
| Джонні Депп    | Том Хенсон англ. Tom Hanson       | камео, в титрах не зазначений |

## Сприйняття

### Критика
Фільм отримав позитивні відгуки: Rotten Tomatoes дав оцінку 85% на основі 208 відгуків від критиків (середня оцінка 7,2/10) і 82% від глядачів із середньою оцінкою 4/5 (242 730 голосів). Загалом на сайті фільми має позитивний рейтинг, фільму зарахований «стиглий помідор» від кінокритиків і «попкорн» від глядачів, Internet Movie Database — 7,2/10 (234 887 голосів), Metacritic — 69/100 (41 відгук критиків) і 7,5/10 від глядачів (506 голосів). Загалом на цьому ресурсі від критиків і від глядачів фільм отримав позитивні відгуки.

### Касові збори
Під час показу в Україні, що стартував 12 квітня 2012 року, протягом першого тижня фільм показали у 70 кінотеатрах і він зібрав $151 878, що на той час дозволило йому зайняти 3 місце серед усіх прем'єр. Показ протривав 5 тижнів і завершився 13 травня 2012 року, за цей час стрічка зібрала $440 798. Із цим показником стріка зайняла 54 місце в українському кінопрокаті 2012 року.
Під час показу у США, що розпочався 16 березня 2012 року, протягом першого тижня фільм показали у 3,121 кінотеатрі і він зібрав $36 302 612, що на той час дозволило йому зайняти 1 місце серед усіх прем'єр. Показ фільму протривав 108 днів (15,4 тижня) і завершився 1 липня 2012 року. За цей час фільм зібрав у прокаті у США 138,447,667  доларів США, а у решті країн $63 137 661 (за іншими даними $63 490 596), тобто загалом $201 585 328 (за іншими даними $201 938 263) при бюджеті $42 млн.

### Нагороди і номінації
| Нагороди і номінації фільму «Мачо і ботан» | Нагороди і номінації фільму «Мачо і ботан» | Нагороди і номінації фільму «Мачо і ботан»                      | Нагороди і номінації фільму «Мачо і ботан»                   | Нагороди і номінації фільму «Мачо і ботан» | Нагороди і номінації фільму «Мачо і ботан» |
| Рік                                        | Кінопремія / Кінофестиваль                 | Категорія / Нагорода                                            | Номінант                                                     | Результат                                  |                                            |
| ------------------------------------------ | ------------------------------------------ | --------------------------------------------------------------- | ------------------------------------------------------------ | ------------------------------------------ | ------------------------------------------ |
| 2012                                       | BMI Film & TV Awards                       | Музика фільму                                                   | Марк Мазесбо                                                 | Перемога                                   |                                            |
| 2012                                       | Casting Society of America                 | Видатні досягнення у кастинзі — великобюджетні фільми — комедія | Жанна Маккарті, Ніколь Абеллера, Елізабет Кулон, Єсі Рамірес | Номінація                                  |                                            |
| 2012                                       | Golden Trailer Awards                      | Найкраща театральна реклама                                     | Sony Pictures                                                | Перемога                                   |                                            |
| 2012                                       | Golden Trailer Awards                      | Найкращий комедійний телеролик                                  | Columbia Pictures                                            | Перемога                                   |                                            |
| 2012                                       | MTV Movie Awards                           | Найкраща музика                                                 | LMFAO                                                        | Перемога                                   |                                            |
| 2012                                       | MTV Movie Awards                           | Найкраща трансформація на екрані                                | Джонні Депп                                                  | Номінація                                  |                                            |
| 2012                                       | MTV Movie Awards                           | Best Gut-Wrenching Performance                                  | Джона Гілл, Роб Ріґґл                                        | Номінація                                  |                                            |
| 2012                                       | MTV Movie Awards                           | Найкраща бійка                                                  | Ченнінг Татум, Джона Гілл                                    | Номінація                                  |                                            |
| 2012                                       | MTV Movie Awards                           | Найкращий комедійний виступ                                     | Джона Гілл                                                   | Номінація                                  |                                            |
| 2012                                       | MTV Movie Awards                           | Найкращий герой                                                 | Ченнінг Татум                                                | Номінація                                  |                                            |
| 2012                                       | MTV Movie Awards                           | Найкращий кастинг                                               |                                                              | Номінація                                  |                                            |
| 2012                                       | Teen Choice Awards                         | Вибір фільму: комедія                                           | стрічка                                                      | Перемога                                   |                                            |
| 2012                                       | Teen Choice Awards                         | Вибір актора фільму: комедія                                    | Ченнінг Татум                                                | Перемога                                   |                                            |
| 2012                                       | Teen Choice Awards                         | Вибір актора фільму: комедія                                    | Джона Гілл                                                   | Номінація                                  |                                            |
| 2012                                       | Teen Choice Awards                         | Film — Choice Chemistry                                         | Ченнінг Татум, Джона Гілл                                    | Номінація                                  |                                            |
| 2012                                       | Teen Choice Awards                         | Вибір фільму Hissy Fit                                          | Ченнінг Татум, Джона Гілл                                    | Номінація                                  |                                            |
| 2012                                       | Teen Choice Awards                         | Вибір фільму: бійка                                             | Ченнінг Татум, Джона Гілл                                    | Номінація                                  |                                            |
| 2013                                       | Broadcast Film Critics Association Awards  | Найкраща комедія                                                | стрічка                                                      | Номінація                                  |                                            |
| 2013                                       | Broadcast Film Critics Association Awards  | Найкращий актор у кімедії                                       | Ченнінг Татум                                                | Номінація                                  |                                            |
| 2013                                       | Асоціація кінокритиків Центрального Огайо  | Актор року                                                      | Ченнінг Татум                                                | Номінація                                  |                                            |
| 2013                                       | Empire Awards                              | Найкраща комедія                                                | стрічка                                                      | Номінація                                  |                                            |
| 2013                                       | Премія «Вибір народу»                      | Улюблена кінокомедія                                            | стрічка                                                      | Номінація                                  |                                            |
| 2013                                       | Премія «Вибір народу»                      | Улюблений комедійний актор                                      | Ченнінг Татум                                                | Номінація                                  |                                            |
| 2013                                       | Премія «Вибір народу»                      | Улюблений актор                                                 | Ченнінг Татум                                                | Номінація                                  |                                            |

### Виноски
1. ↑  Production Designer // Peter Wenham - IMDb
2. 1 2 3  21 Jump Street: Release Info (англ.). Internet Movie Database. Архів оригіналу за 1 серпня 2014. Процитовано 26 січня 2014.
3. 1 2  Мачо і Ботан. Kino-teatr.ua. Архів оригіналу за 3 лютого 2014. Процитовано 26 січня 2014.
4. 1 2  21 Jump Street (англ.). Internet Movie Database. Архів оригіналу за 26 січня 2014. Процитовано 26 січня 2014.
5. 1 2 3 4 5  21 Jump Street (англ.). Box Office Mojo. Архів оригіналу за 20 липня 2015. Процитовано 26 січня 2014.
6. 1 2 3  21 Jump Street (англ.). The Numbers. Архів оригіналу за 3 лютого 2014. Процитовано 26 січня 2014.
7. ↑  21 Jump Street (англ.). Allmovie. Архів оригіналу за 29 травня 2013. Процитовано 26 січня 2014.
8. 1 2  21 Jump Street: Full Cast & Crew (англ.). Internet Movie Database. Архів оригіналу за 3 серпня 2014. Процитовано 26 січня 2014.
9. ↑  21 Jump Street (англ.). Rotten Tomatoes. Архів оригіналу за 26 січня 2014. Процитовано 26 січня 2014.
10. ↑  21 Jump Street (англ.). Metacritic. Архів оригіналу за 30 грудня 2013. Процитовано 26 січня 2014.
11. ↑  21 Jump Street — Ukraine Weekend Box Office (англ.). Box Office Mojo. Архів оригіналу за 1 лютого 2014. Процитовано 26 січня 2014.
12. ↑  Ukraine Yearly Box Office. 2012 (англ.). Box Office Mojo. Архів оригіналу за 12 липня 2013. Процитовано 26 січня 2014.
13. ↑  21 Jump Street: Awards (англ.). Internet Movie Database. Процитовано 26 січня 2014.